# Балабанов Олександр Олегович
Олександр Балабанов (нар. 5 липня 2006, Донецьк, Україна) — український співак, актор. Представник України на Дитячому Євробаченні 2020.

## Біографія
Народився в Донецьку. 2010 року почав займатися співом у народному колективі. 2014 року, з початком російського вторгнення в Україну, Олександр разом з батьками переїхав до Києва[джерело?].
У Києві, у віці 8-ми років, почав займатися естрадним вокалом. 2018 року був актором новорічного 3D-шоу «Winterra. Легенда казкового краю», виконував роль старшого брата.
Балабанов представляв Україну на Міжнародному фестивалі мов та культур (англ. International festival of language and culture, IFLC) у Бразилії(м. Сан-Паулу, 2016 рік), Австралії (м.Сідней, 2018 рік), США (м. Нью-Йорк та Вашингтон, 2019 рік) та Канаді (м. Торонто, 2019 рік). Також у 2017 році відвідав Китай у рамках культурного обміну фестивалю «Назустріч Мрії»[джерело?].
Володіє англійською мовою, вивчає турецьку[джерело?].

### Участь у Дитячому Євробаченні
Був фіналістом українського Національного відбору на Дитяче Євробачення 2018 і 2019 роках. 2020 року став переможцем відбору та представляв Україну на Дитячому Євробаченні 2020 в Польщі, що відбулося в дистанційному режимі через карантинні обмеження, викликані пандемією коронавірусної хвороби. Олександр виступав з піснею «Відкривай», написаною та спродюсованою разом з засновником гурту «Adam» Михайлом Клименком. Балабанов у кінцевому підсумку посів на конкурсі 7 місце серед 12 учасників.

### Участь у конкурсах і фестивалях
Учасник майже 40 вокальних конкурсів і фестивалів[джерело?].
2018 року здобув гран-прі на дитячому XXVII Міжнародному фестивалі мистецтв «Слов'янський базар у Вітебську». Того ж року був номінований на премію «Майбутнє нації 2018».

## Нагороди
- Талант-шоу «Війна не забере твою мрію»[9] (2017 рік).
- Всеукраїнська музична олімпіада «Голос країни» (1 місце)
- Міжнародний благодійний фестиваль «Назустріч мрії» (1 місце)
- Міжнародний фестиваль-конкурс «Європа молода» (1 місце)
- Конкурс дитячої творчості «Яскраві діти України. Східний етап» (Гран-прі)
- Міжнародний дитячий фестиваль-конкурс мистецтв «Соняшник» (Гран-прі)
- Міжнародний дитячий фестиваль-конкурс дитячої творчості «Diamond art festival» (1 місце)
- Міжнародний благодійний телевізійний фестиваль конкурс мистецтв «Euromusicdance» (гран-прі)
- Міжнародний відкритий естрадно-джазовий конкурс-фестиваль «Young Left Bank» (1 місце)
- Міжнародна битва переможців фестивалів «Battle of the fest» (суперфіналіст)